# أسعد رستم
أسعد رستم (1287 - 1389 هـ = 1870 - 1969 م) هو شاعرٌ مهجري فكاهي، يُلقب «شاعر الشعب». تصفه المصادر بأنهُ كان «ظريفًا في حياته وفي شعره». صدر لهُ كتاب «الرستميات» عام 1905 م، و«ديوان أسعد رستم» عام 1919 م.

## حياته
وُلد أسعد ميخائيل أسعد رستم مجاعص الشويري في بعلبك عام 1870 ميلاديًا الموافق 1287 هجريًا، وتشير مصادر أخرى بأنه وُلد عام 1878 م. والده الأديب والشاعر المهجري ميخائيل أسعد رستم وهو من الشوير، أما والدته فهي روجينا شحادة من زحلة. وعند بلوغه الثانية عشرة، أرسله والده إلى مدرسة الشوير، ومنها إلى مدرسة زحلة العالية، حيث أمضى سنة، انتقل بعدها إلى مدرسة سوق الغرب فأمضى عامًا فيها، ثم غادرها إلى مدرسة صيدا العالية، فالكلية في بيروت. رحل إلى الولايات المتحدة عام 1892 م، واستقر بنيويورك، حيث كان يُلقي الخطب في كنائسها عن الشرق وعادات أهله وأديانهم.
اشتغل بعدها بتجارة السجاد، ونجح فيها، وكان مولعًا بالشعر، فحفظ كثيرًا منه. تُشير المصادر بأنه قد «نمت فيه سجيةٌ شعريةٌ في أسلوبٍ فكاهيٍ طريف»، لذلك أقبلت الصحف على نشر قصائده. سافر إلى لبنان عدة مرات، كانت إحداها عام 1904 م، حيث مر بمصر وتعرف إلى سليم سركيس، والذي بدوره قدمه إلى إسماعيل صبري وأحمد شوقي وخليل مطران وحافظ إبراهيم، ولقبه محمد رشيد رضا بلقب «شاعر الشعب». كانت آخر زيارةٍ له إلى لبنان عام 1958 م.
صدر له عددٌ من المؤلفات، منها:
- «الرستميات»، طُبع عام 1905 م.
- «ديوان أسعد رستم»، طُبع عام 1919 م.

تذكر المصادر بأنَّ شعره تميز «باستعمال الكلمات والتعابير العاميّة التي تفي بالغرض، وتعبّر عن المعنى المطلوب، ما جعل شعره يدخل الأذن والقلب معًا». ويقول عنه فيليكس فارس «سمعت البارحة أسعد رستم يلقي من على المرسح قصيدتين من نظمه المشهور. فأعجبني في الرجل رباطة الجأش وأدهشني من الشاعر وجود قوة مزدوجة في أفكاره. فهو يناجي الفيلسوف ويتلاعب بعاطفة المتفكه كيفما شاء الخيال»، ويقول عنه إميل الخوري «أسعد رستم يطعن الحقيقة ولا يحوك لها من الخيال الفارغ درعًا يقيها طعنته النجلاء. غير أنّه يعود بعد حملته الشديدة فينسج من الخيال البديع قناعًا يستر به الجرح الذي فتحه فيشغل السامع المطعون بحقيقته عن التذمّر والغضب بالضحك والمزاح. يضرب ويعزّي. يدمي ويضمّد. وتلك، والله، أفضل وسيلة للتهذيب. فليس رستم إذًا بالشاعر الفكاهي فقط ولكنه أخلاقي اجتماعي أيضًا».

## وفاته
تُوفي أسعد رستم في عام 1969 ميلاديًا الموافق 1389 هجريًا، عن عمرٍ ناهز 99 عامًا.